# Platynectes jaechi
Platynectes jaechi är en skalbaggsart som beskrevs av Lars Hendrich och Michael Balke 2000. Platynectes jaechi ingår i släktet Platynectes och familjen dykare. Inga underarter finns listade i Catalogue of Life.